# ジョージ・バーネット (紋章官)

ジョージ・バーネットの紋章

ジョージ・バーネット（英語: George Burnett、1822年3月9日 – 1890年12月23日）は、スコットランド出身の紋章官（ロード・ライアン・キング・オブ・アームズ、在任：1866年 – 1890年）。1264年から1507年までのスコットランド財務府裁判所記録の出版をジョン・ステュアートから引き継ぎ、第1から第12巻までを出版したことで知られる。

## 生涯

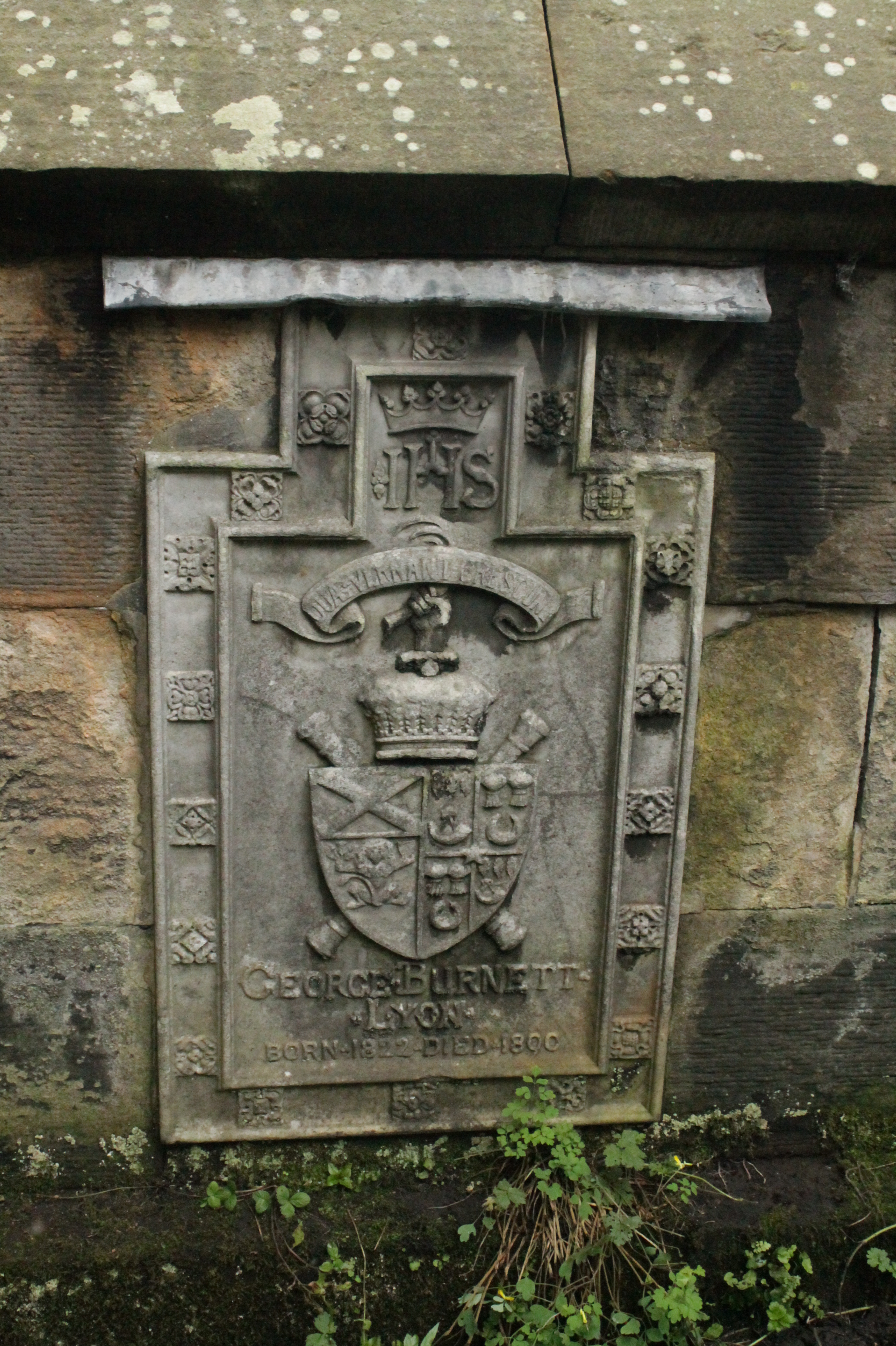
ジョージ・バーネットの墓、2019年撮影。

ジョン・バーネット（John Burnett）と妻メアリー（Mary、旧姓ステュアート（Stuart）、チャールズ・ステュアートの娘）の息子として、1822年3月9日に生まれた。一時ドイツで教育を受けたことがあり、芸術への興味を持つようになった。帰国後は長年『スコッツマン』紙に音楽評論を寄稿した。
1845年にスコットランドで弁護士資格免許を取得したが、弁護士業はあまりせず、紋章学（特に系譜学関連）や法制史に没頭した。この時期はちょうどスパルディング・クラブの全盛期であり、バーネットはジョン・ヒル・バートン、ジョセフ・ロバートソン、コスモ・イニス、ジョン・ステュアート、ウィリアム・フォーブス・スキーンなど多くの学者と知り合うことができた。
このような背景もあってスコットランドにおける系譜学と貴族法の第一人者になり、1863年にロード・ライアン・キング・オブ・アームズの副官に就任、1866年にロード・ライアンの第11代キノール伯爵トマス・ヘイ＝ドラモンドが死去するとロード・ライアンに昇進した。ロード・ライアンはそれまで形骸化して、実際の職務が副官により担われるという状態だったが、バーネットはそれを是正し、ロード・ライアンが実際の職務を行うようにした。
ジョン・ステュアートが行っていた、1264年から1507年までのスコットランド財務府裁判所記録の出版を引き継ぎ、1878年から1890年まで第1から第12巻までを出版した。
1884年、エディンバラ大学よりLL.D.の学位を授与された。
1890年1月23日にエディンバラのウォーカー・ストリート（Walker Street）21号にある自宅で死去した。

## 著作
- Popular Genealogists, or the Art of Pedigree Making（1865年） - 当時出回っていた系譜学の著作にある、架空の家系図をあばいた著作[2]
- The Red Book of Menteith Reviewed（1881年[1]）
- Treatise on Heraldry, British and Foreign - 未完成の手稿。1891年にジョン・ウッドワード（John Woodward）が完成して出版したが[1]、ウッドワードはバーネットの手稿への編集を批判された[2]

## 家族
1870年8月11日、ドレスデンでアリス・ステュアート（Alice Stuart、1908年7月5日没、ジョン・アレクサンダー・ステュアートの末娘）と結婚、1男1女をもうけた。
- ジョン・ジョージ[2]
- アリス・クリスティーナ[2]